# جانیک روچلت
جانیک روچلت (انگلیسی: Jannik Rochelt؛ زادهٔ ۲۷ سپتامبر ۱۹۹۸) بازیکن فوتبال اهل آلمان است.
از باشگاه‌هایی که در آن بازی کرده‌است می‌توان به باشگاه فوتبال بایرن مونیخ اشاره کرد.